# Lijst van afleveringen van The Kominsky Method
Dit is een lijst van afleveringen van de Amerikaanse komische dramaserie The Kominsky Method. De serie begon op 16 november 2018 en telt sindsdien twee seizoenen.

## Overzicht
| Seizoen | Seizoen | Aantal afleveringen | Releasedatum     | Streamingdienst |
| ------- | ------- | ------------------- | ---------------- | --------------- |
| 0       | 1       | 8                   | 16 november 2018 | Netflix         |
|         | 2       | 8                   | 25 oktober 2019  | Netflix         |

## Afleveringen

### Seizoen 1 (2018)
| Nr. in serie | Nr. in seizoen | Titel                             | Regie                | Scenario                                 | Releasedatum Netflix |
| 1            | 1              | "Chapter 1: An Actor Avoids"      | Chuck Lorre          | Chuck Lorre                              | 16 november 2018     |
| 2            | 2              | "Chapter 2: An Agent Grieves"     | Andy Tennant         | Chuck Lorre                              | 16 november 2018     |
| 3            | 3              | "Chapter 3: A Prostate Enlarges"  | Donald Petrie        | Chuck Lorre, Al Higgins                  | 16 november 2018     |
| 4            | 4              | "Chapter 4: A Kegel Squeaks"      | Beth McCarthy-Miller | Chuck Lorre, Al Higgins, David Javerbaum | 16 november 2018     |
| 5            | 5              | "Chapter 5: An Agent Crowns"      | Beth McCarthy-Miller | Chuck Lorre                              | 16 november 2018     |
| 6            | 6              | "Chapter 6: A Daughter Detoxes"   | Andy Tennant         | Chuck Lorre, Al Higgins, David Javerbaum | 16 november 2018     |
| 7            | 7              | "Chapter 7: A String Is Attached" | Donald Petrie        | Chuck Lorre, Al Higgins, David Javerbaum | 16 november 2018     |
| 8            | 8              | "Chapter 8: A Widow Approaches"   | Andy Tennant         | Chuck Lorre, Al Higgins, David Javerbaum | 16 november 2018     |

### Seizoen 2 (2019)
| Nr. in serie | Nr. in seizoen | Titel                                          | Regie                | Scenario                | Releasedatum Netflix |
| 9            | 1              | "Chapter 9: An Actor Forgets"                  | Andy Tennant         | Chuck Lorre             | 25 oktober 2019      |
| 10           | 2              | "Chapter 10: An Old Flame, an Old Wick"        | Beth McCarthy-Miller | Chuck Lorre             | 25 oktober 2019      |
| 11           | 3              | "Chapter 11: An Odd Couple Occurs"             | Andy Tennant         | Chuck Lorre             | 25 oktober 2019      |
| 12           | 4              | "Chapter 12: A Libido Sits in the Fridge"      | Beth McCarthy-Miller | Chuck Lorre             | 25 oktober 2019      |
| 13           | 5              | "Chapter 13: A Shenckman Equivocates"          | Andy Tennant         | Chuck Lorre             | 25 oktober 2019      |
| 14           | 6              | "Chapter 14: A Secret Leaks, a Teacher Speaks" | Beth McCarthy-Miller | Chuck Lorre             | 25 oktober 2019      |
| 15           | 7              | "Chapter 15: A Hand Job Is Forgiven"           | Andy Tennant         | Chuck Lorre, Al Higgins | 25 oktober 2019      |
| 16           | 8              | "Chapter 16: A Thetan Arrives"                 | Beth McCarthy-Miller | Chuck Lorre, Al Higgins | 25 oktober 2019      |